# Chiesa di San Giovanni Battista (Genova, Aggio)
La chiesa di San Giovanni Battista è la parrocchiale di Aggio, quartiere di Genova, in città metropolitana e arcidiocesi di Genova; fa parte del vicariato del Medio - Alto Bisagno.

## Storia
Probabilmente ad Aggio già nel XVI secolo sorgeva un oratorio dedicato a Maria Santissima e a San Giovanni Battista; nel 1613, grazie all'interessamento del cancelliere e segretario della Repubblica di Genova Ottaviano Corrigia, venne edificata una nuova cappella.
Questa chiesetta, che aveva all'inizio solo un campaniletto a vela dotato di due campane, nel 1772 fu dotata di un vero e proprio campanile.
Un secolo dopo, nel 1882 la parrocchiale venne interessata da un intervento di ampliamento, in occasione del quale fu prolungata di cinque metri, mentre nel 1880, grazie a don Antonio Parodi, iniziarono i lavori di decorazione; in seguito venne condotto un nuovo rifacimento che portò all'ingrandimento di tre volte dell'edificio.
Tra il 2011 e il 2012 il tetto della struttura fu risistemato e rinnovato.

## Descrizione

### Esterno
La facciata a salienti della chiesa, rivolta a sudovest, si compone di due registri; quello inferiore, scandito da lesene terminanti con capitelli compositi, si compone del corpo centrale più avanzato che presenta il portale maggiore timpanato e di due ali laterali sulle quali si aprono gli ingressi secondari e due finestre quadrate, mentre quello superiore, affiancato da due volute di raccordo e tripartito da quattro lesene, è caratterizzato da una finestra semicircolare e coronato dal timpano semicircolare spezzato.
Annesso alla parrocchiale è il campanile a pianta quadrata, la cui cella presenta quattro monofore ed è coronata dalla cupola emisferica.

### Interno
L'interno della chiesa è suddivisa da pilastri sorreggenti archi a tutto sesto in tre navate, la centrale delle quali voltata a botte e le laterali, al termine delle quali si aprono due cappellette, coperte da volte a vela; a conclusione dell'aula si sviluppa il presbiterio, separato da essa da una balaustra, rialzato di due gradini e chiuso dall'abside di forma semicircolare.